# 張協
張協（？—？），字景陽，博陵郡安平县（今河北省衡水市安平县）人，西晉文學家，與其兄張載齊名。

## 生平
曾在西晉當過官，後來天下大亂，張協便棄官而去，擇居在草澤之中，以寫詩自娛。永嘉初年（307年-313年），朝廷徵他出來做官，張協以生病為由，拒絕了朝廷的要求，最後在家中去世。

## 作品
根據《漢魏六朝百三家集‧張景陽集》，張協的詩作現存僅13首。詠史詩1首、遊仙詩1首、雜詩11首。他的雜詩似非一時地之作，而多數採用由描繪景象，進而抒情述志的手法。

張協與其兄張載，其弟張亢都以文學著稱，時稱“三張”。另一說“三張”指張華與張載、張協二人。鍾嶸《詩品》將他的詩列為上品，稱其：「晉黃門郎張協，其源出於王粲，文體華淨，少病累，又巧構形似之言。」其中「巧構形似之言」指其善於摹寫景物與景象，使之維妙維肖，此為太康詩人的新手法，後來影響了謝靈運的山水詩。